# União Soviética nos Jogos Olímpicos de Inverno de 1972
A União Soviética mandou 78 competidores que disputaram nove modalidades nos Jogos Olímpicos de Inverno de 1972, em Sapporo, no Japão. A delegação conquistou 16 medalhas no total, sendo oito de ouro, cinco de prata e três de bronze.